# 萨比诺沃农村居民点
萨比诺沃农村居民点（俄语：Сабиновское сельское поселение）是俄罗斯联邦伊万诺沃州列日涅沃区所属的一个农村居民点。其下辖有17个居民点，行政中心为萨比诺沃。根据2016年的统计，该农村居民点的人口为1482人。